# Јосиповац Пунитовачки
Јосиповац Пунитовачки (слч. Josipovec Punitovský) је насељено место у саставу општине Пунитовци у Осјечко-барањској жупанији, Република Хрватска.

## Историја
До територијалне реорганизације у Хрватској налазио се у саставу старе општине Ђаково.

## Становништво
На попису становништва 2011. године, Јосиповац Пунитовачки је имао 787 становника.

## Попис 1991.
На попису становништва 1991. године, насељено место Јосиповац Пунитовачки је имало 858 становника, следећег националног састава:
| Попис 1991.‍  | Попис 1991.‍  | Попис 1991.‍ | Попис 1991.‍ | Попис 1991.‍ |
| ------------ | ------------ | ----------- | ----------- | ----------- |
|              |              |             |             |             |
| Словаци      | Словаци      |             | 550         | 64,10%      |
| Хрвати       | Хрвати       |             | 292         | 34,03%      |
| Југословени  | Југословени  |             | 4           | 0,46%       |
| неопредељени | неопредељени |             | 2           | 0,23%       |
| непознато    | непознато    |             | 10          | 1,16%       |
| укупно: 858  |              |             |             |             |